# Ahmed
Az Ahmed arab eredetű férfinév (eredetileg أحمد – Aḥmad) jelentése: dicséretre méltó.

## Gyakorisága
Az 1990-es években szórványosan fordult elő. A 2000-es és a 2010-es években nem szerepel a 100 leggyakrabban adott férfinév között.
A teljes népességre vonatkozóan a 2000-es és a 2010-es években az Ahmed nem szerepelt a 100 leggyakrabban viselt férfinév között.

## Névnapok
- január 16.[2]

## Híres Ahmedok
- I. Ahmed oszmán szultán
- II. Ahmed oszmán szultán
- III. Ahmed oszmán szultán
- Ahmed pasa (szeraszker) (16. század), az Oszmán Birodalom 1552. évi magyarországi hadjáratának vezetője
- Szejdi Ahmed pasa (? – Buda, 1660.)
- Szidi Ahmed temesvári pasa (? – Vác, 1684.)
- Ahmed bej (Ahmed ibn Musztafa, (1806–1885) tunéziai uralkodó